# Cmentarz prawosławny w Lebiedziewie
Cmentarz prawosławny w Lebiedziewie – nekropolia wyznania prawosławnego położona w Lebiedziewie, administrowana przez parafię św. Jana Teologa w Terespolu.
Cmentarz powstał ok. 1870. Oprócz grobów miejscowej ludności prawosławnej znajdują się na nim dwa nagrobki nieznanych żołnierzy polskich poległych podczas wojny obronnej we wrześniu 1939.

## Galeria

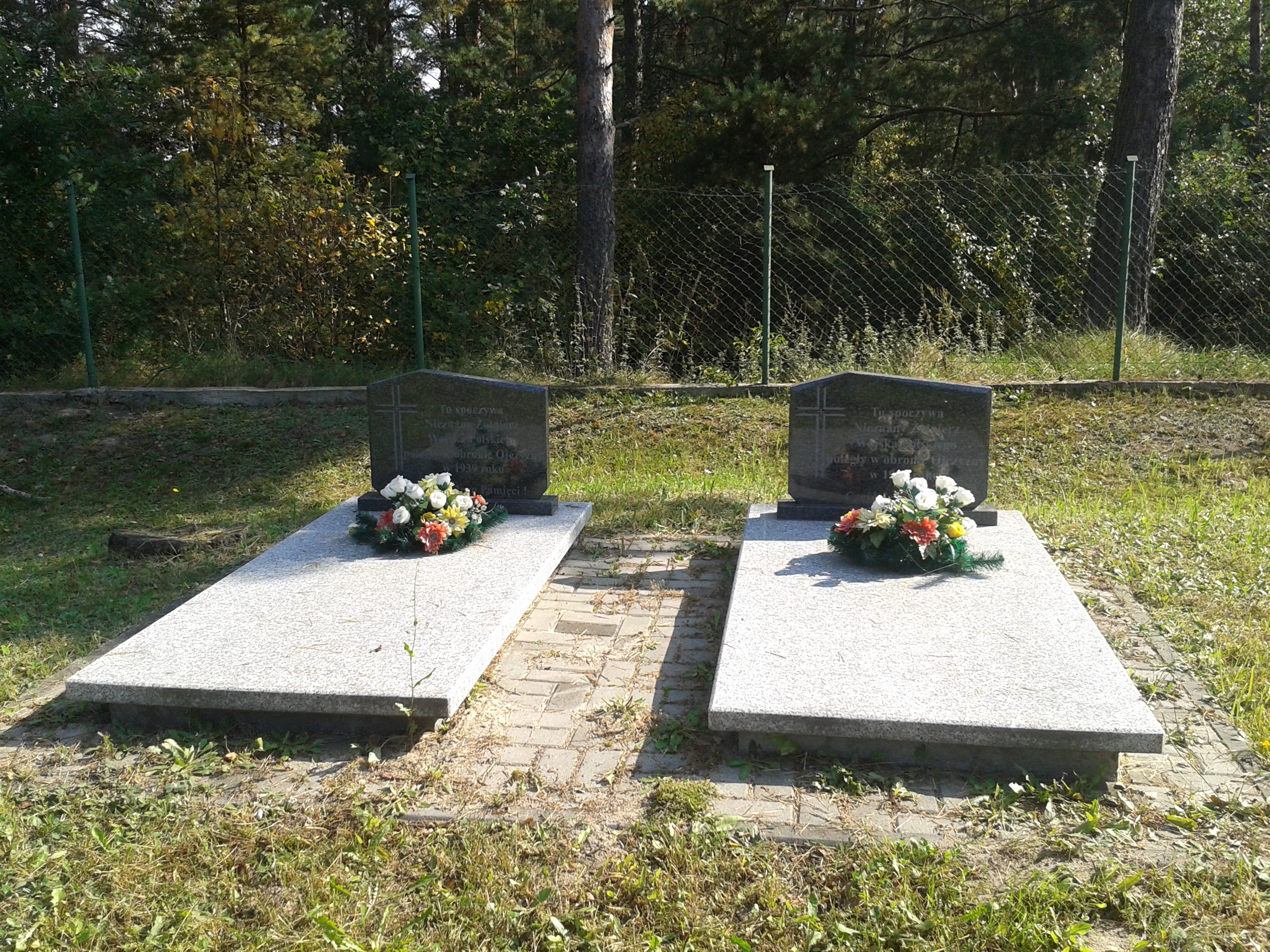
Groby polskich żołnierzy
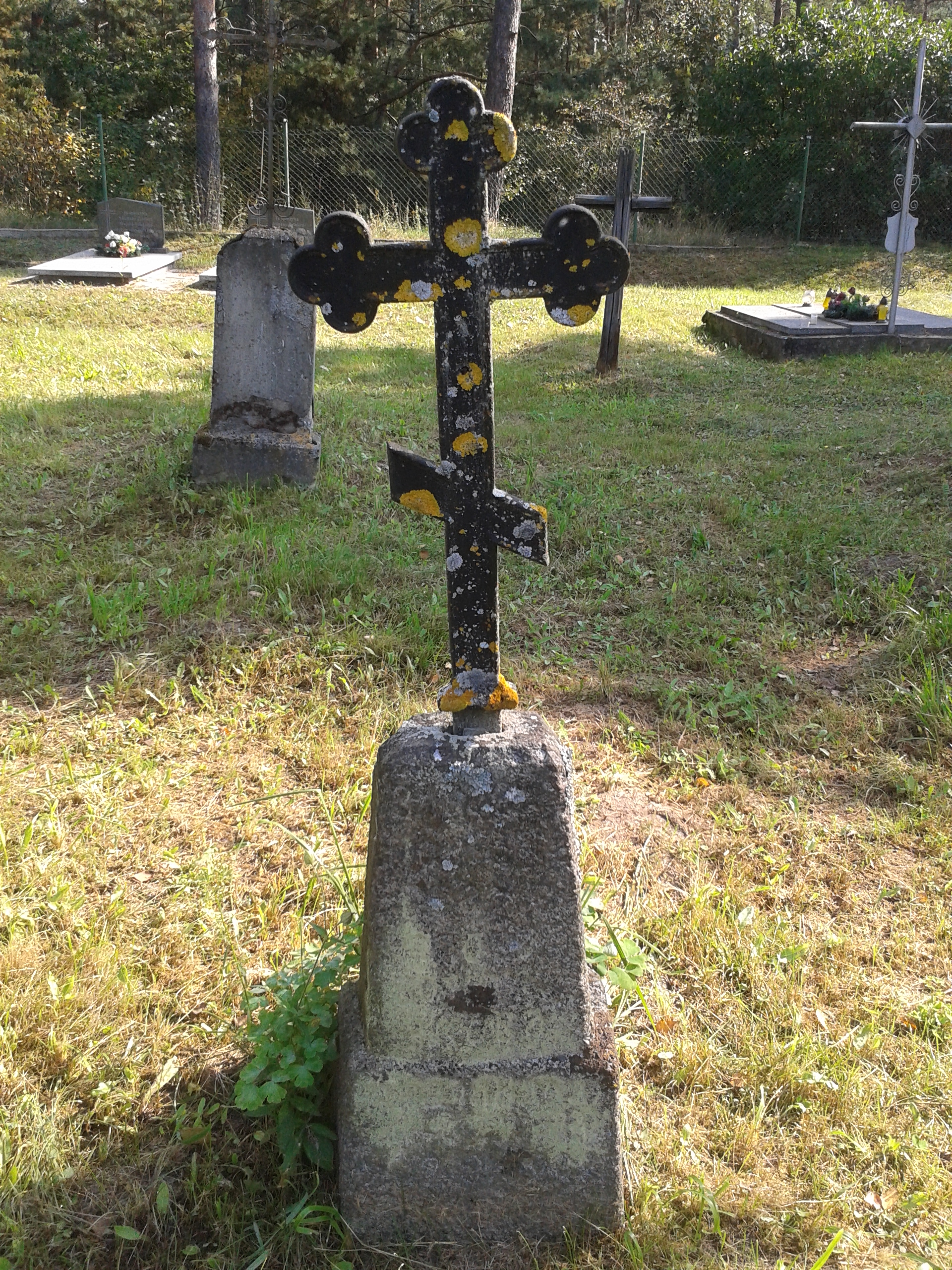
Nagrobek prawosławny (XIX–XX w.)
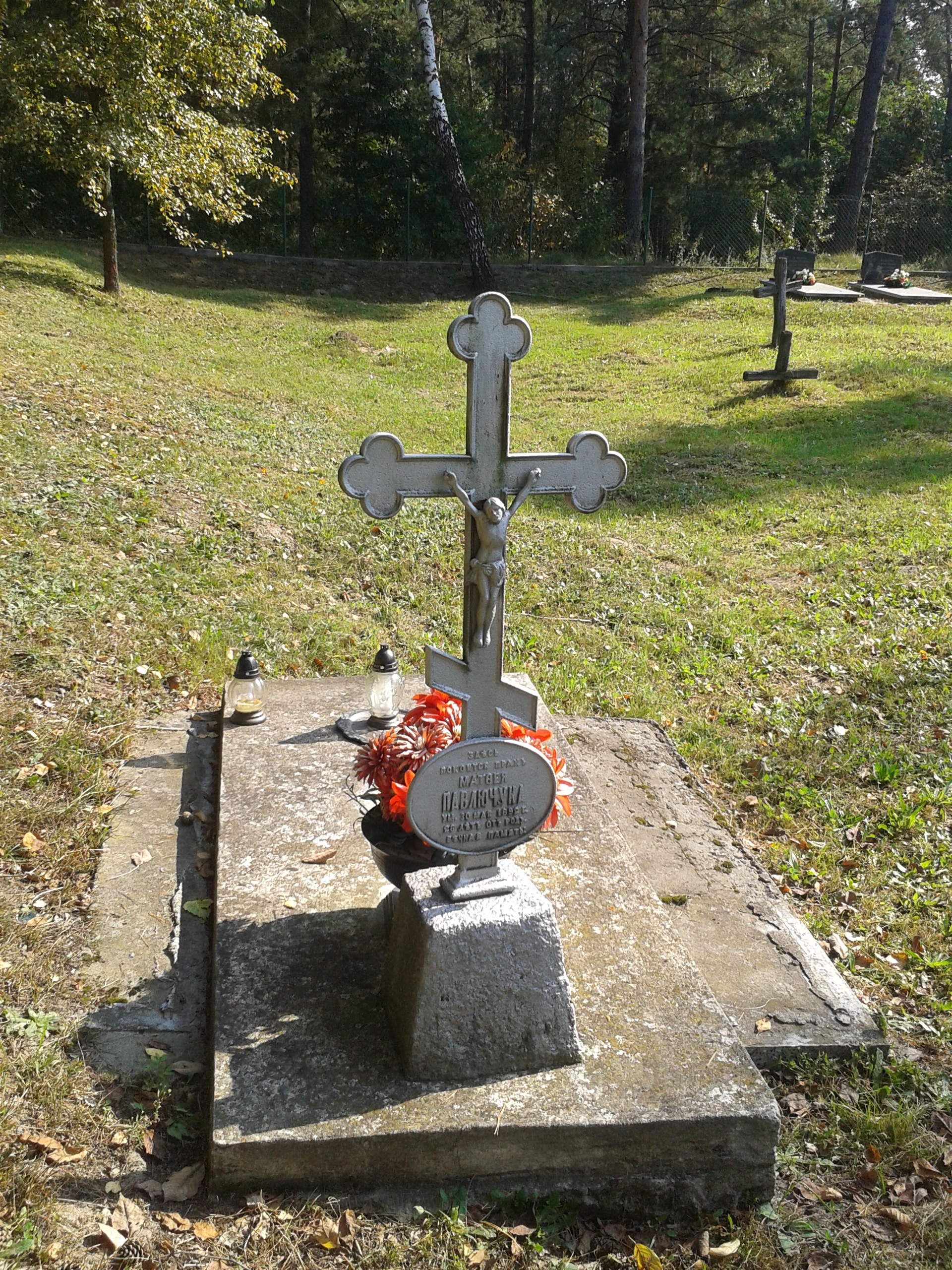
Nagrobek z 1899